# Luey
Luey es una localidad del municipio de Val de San Vicente (Cantabria, España). En el año 2011 contaba con una población de 179 habitantes (INE) censados. La localidad se encuentra a 110 metros de altitud sobre el nivel del mar.

## Geografía urbana

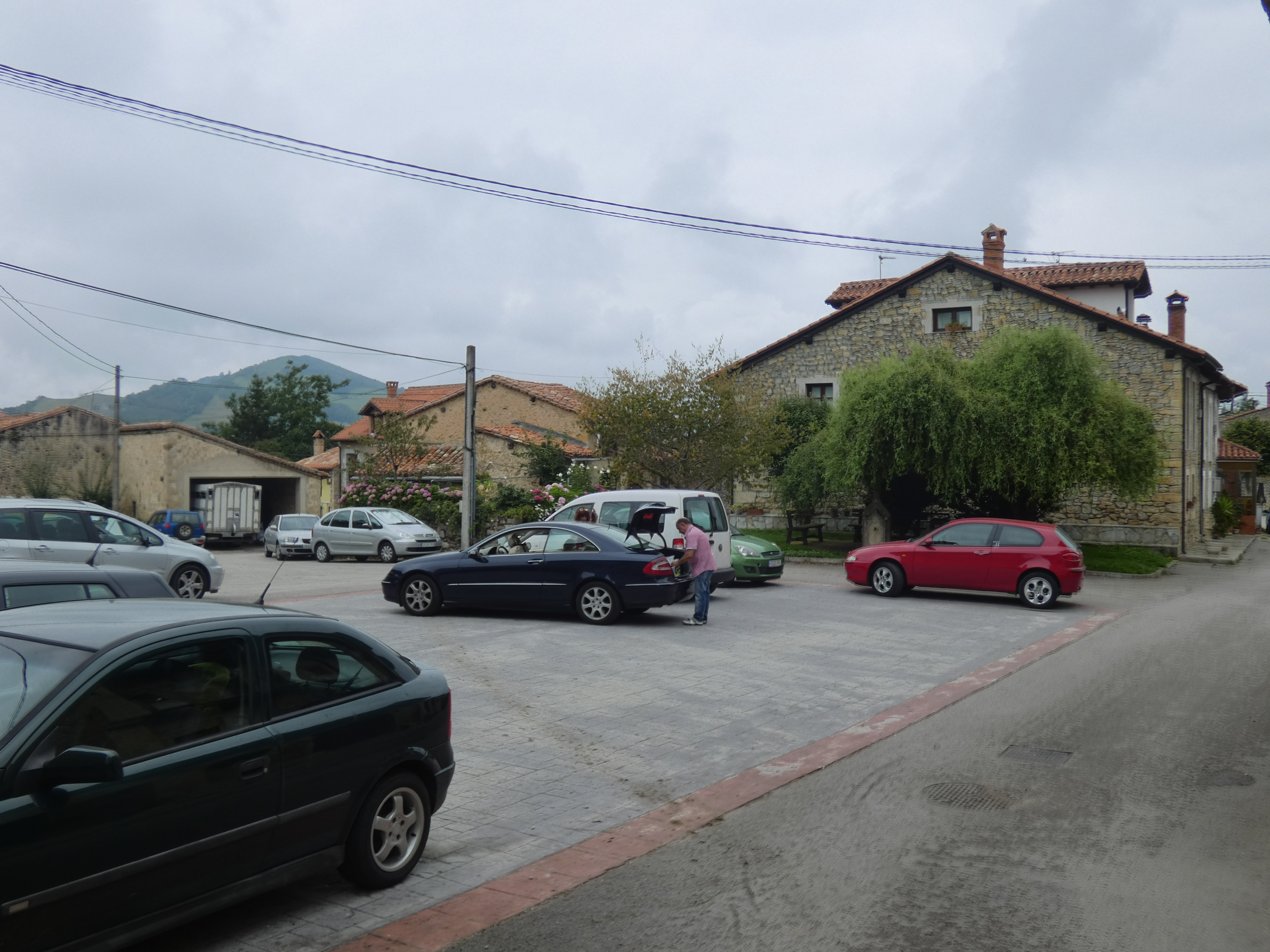

Tiene 72 casas divididas en varios barrios relativamente dispersos: La Carrá, El Argumal, La Picota y Somavilla. Estos barrios, a su vez, tradicionalmente están formados por otras "subdivisiones" como es el caso de "Cueto", zona alta del Argumal; "El Trichoriu", lindando con el pueblo de Abanillas, etc.
Confina al norte con Muñorrodero y Serdio, al este con Abanillas, al sur con Camijanes y al oeste con Helgueras. El término se extiende 7 kilómetros de norte a sur y 5,5 kilómetros de este a oeste. En la población se encontraban antiguamente los barrios de La Llana, Torcones y Latorre que han desaparecido.

## Geografía física

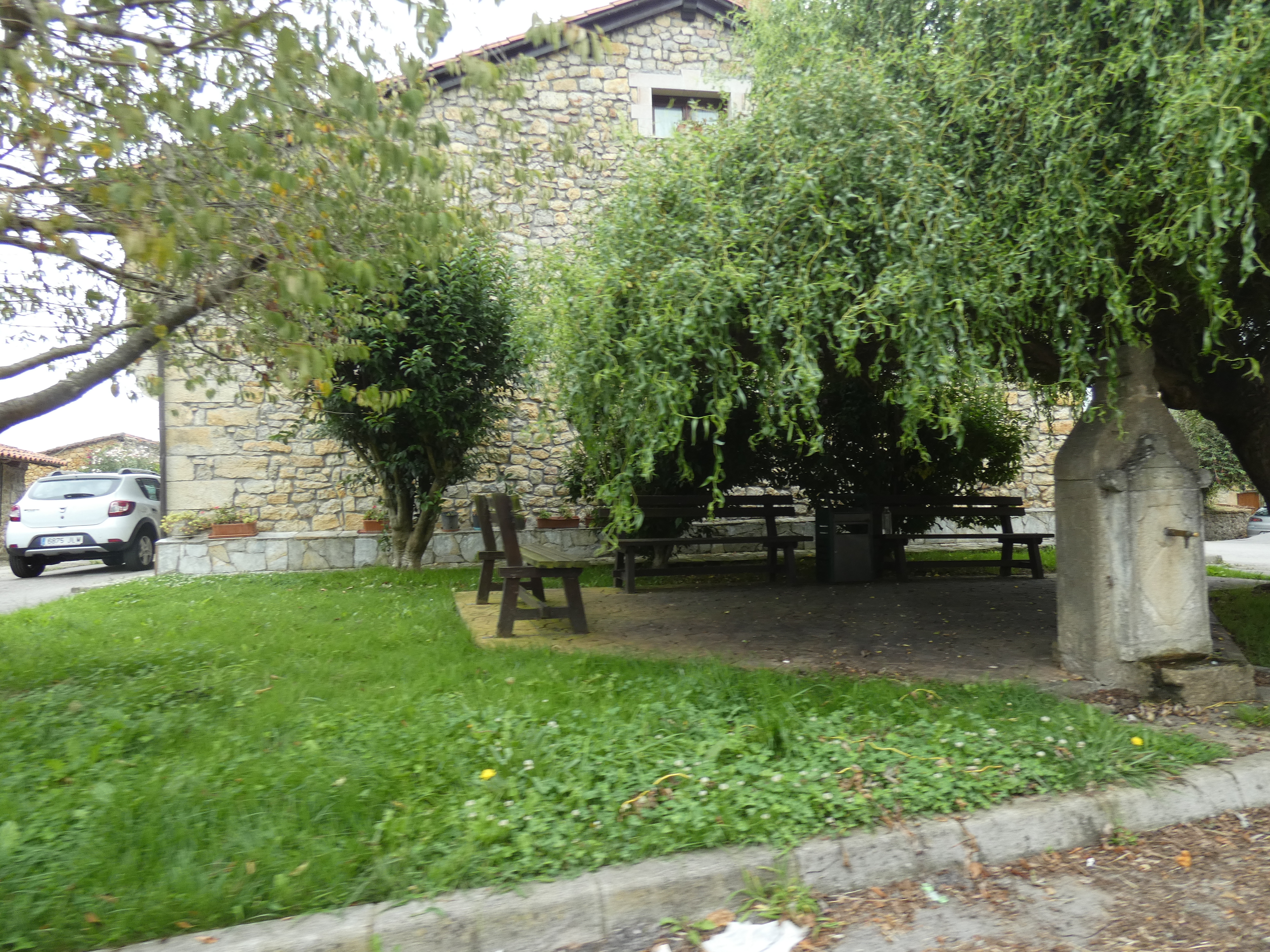

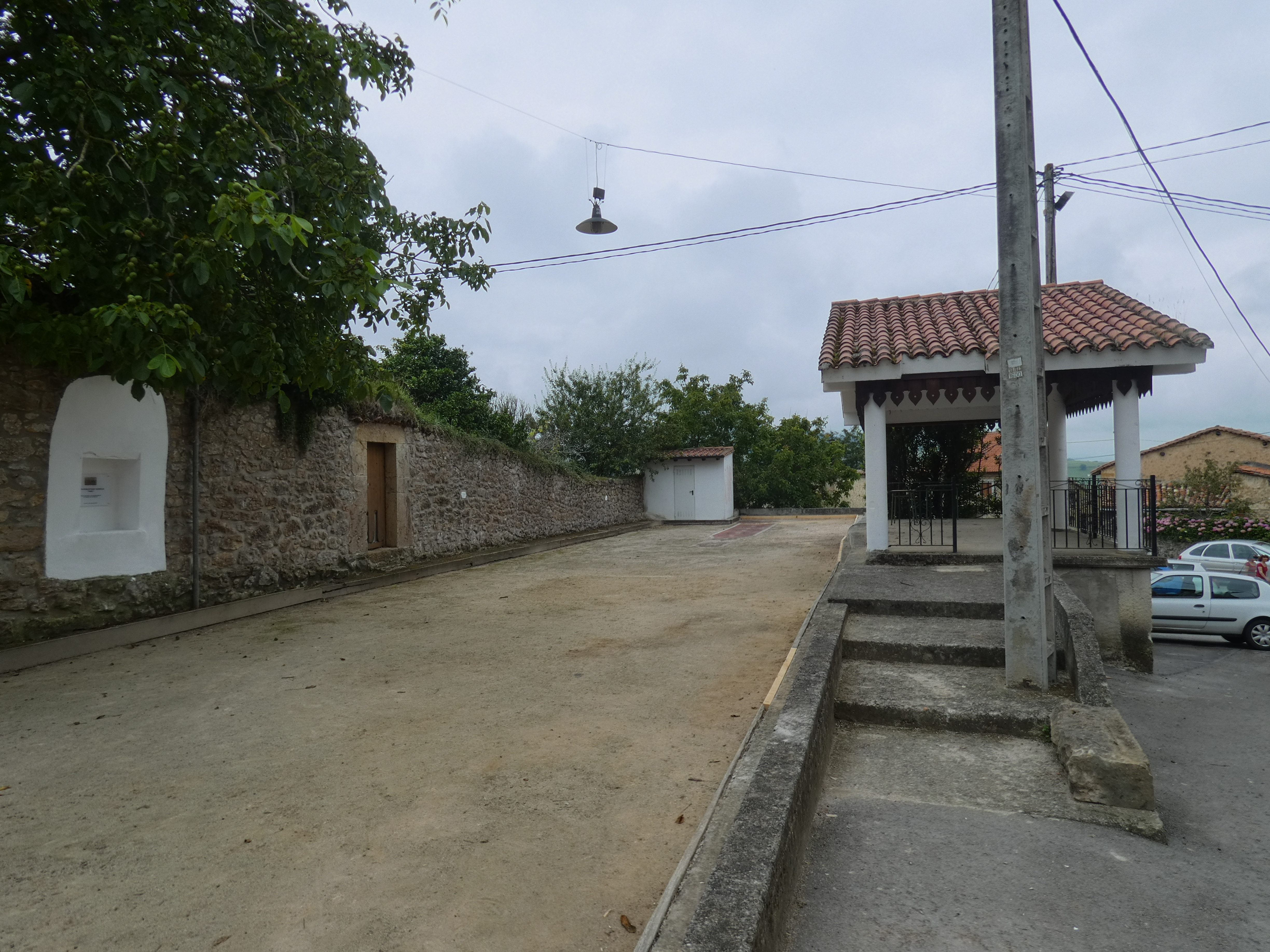

Se encuentra a 4 kilómetros de la comunidad autónoma del Asturias y a esa misma distancia de la costa cantábrica. A esta población se accede a través de la carretera local CA-842. Las líneas de transporte público Prellezo - Unquera y Casamaría - Unquera disponen de una parada en la localidad.
El gentilicio (garabero) proviene de unas plantas espinosas denominadas árgumas, que al secarse se denominan "gárabas".
Situado en la Marina Interior divide el pueblo una amplia dolina, que separa los barrios, a mediados del siglo XIX Madoz lo describe situado en una loma con libre ventilación y clima algo frío; sus enfermedades más comunes son fiebres catarrales y gástricas. 
El terreno es de muy buena calidad, y le fertilizan algún tanto las aguas del río Nansa, y de un arroyo que nace en Abanillas denominadoo "el rió". Hay 3 montes titulados Mataciñares, Cagigal y Encinal, cubiertos de roble, encina y mata baja, una alameda en el camino que se dirige de Castilla a Tina Menor, y varios prados naturales. 
Produce maíz, alubias, patatas, calabazas, nueces, castañas y pastos; cría ganado vacuno, lanar, caballar, cabrio y de cerda; caza de liebres, zorras, lobos, corzos y jabalíes y pesca de truchas, salmones y anguilas.

## Economía local
Actividades económicas: La mayor parte de sus habitantes trabaja en el sector servicios, y especialmente en aquellos orientados al turismo. Su terrazgo fundamentalmente praticola, beneficia las actividades ganaderas. 

## Equipamientos

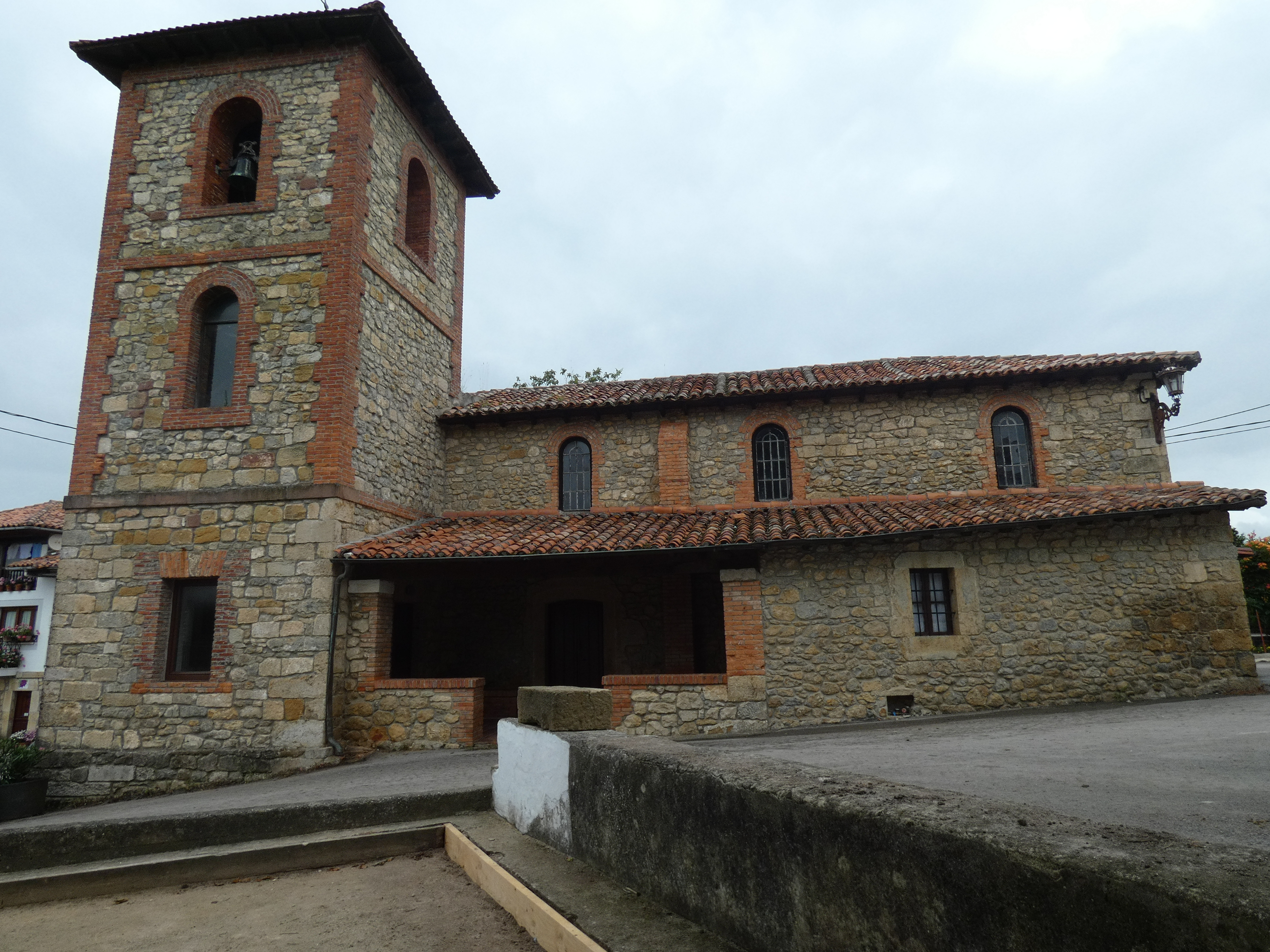
Iglesia parroquial "El Salvador"

Tuvo una cárcel, y conserva una escuela de primeras letras. Iglesia parroquial "El Salvador" servida por un cura de ascenso y presentación del diocesano en patrimoniales, 3 ermitas ya derruidas (San Roque, San José y San Diego) y cementerio contiguo a la iglesia. Es de destacar que fue cabeza de partido judicial a principios del siglo XIX.
También destacan dos boleras, restaurante "La Jontoya", taberna "Casa Tano", casa rural "Villa San Roque", hostal "La Trucha" ,residencia geriátrica "Fuente Ventura" y peluquería "Sara Colina".
Se ha construido en el año 2006 una plaza en el Barrio de "La Carrá" (Plaza de Europa) con una zona para fútbol y baloncesto con bancos, y otra zona con columpios.

## Lugares de interés
Importante patrimonio arqueológico en las Cuevas del Rejo, donde se encontraron depósitos del Magdaleniense Superior, y de las Cabras, donde se encontraron huesos grabados. Hilera de casas campesinas en el Bº Somavilla. Casona en el Bº de la Picota. Hilera de Bº del Argumal. El Palacio, Ruinas de la ermita de S. Juan (siglo XVI).

## Fiestas
- San Lorenzo (10 de agosto) y "San Lorenzucu", que son las fiestas patronales.
- Fiesta carnavalesta de La Sombrilla, que se realiza con la llegada del otoño.
- Jornadas micológicas (setas), que se vienen llevando a cabo desde el año 1996 durante la festividad de Todos los Santos. Se lleva a cabo una exposición, con cientos de ejemplares. Una charla-coloquio o en su caso un taller de aprendizaje en relación con el tema y una degustación de las setas comestibles.
- Festival punk "Garaberock", que se llevaba a cabo en el mes de agosto hasta el año 2005 y tras su interrupción se reanudó en 2008 dejándose ya de celebrar. Atrajo en su día a más de 1000 personas al pueblo en los años 2004 y 2005.